# 영덕 영해장터거리 근대역사문화공간
영덕 영해장터거리 근대역사문화공간은 대한민국 경상북도 영덕군 영해면에 있는, 조선시대 읍성의 흔적이 남아있고, 또한 근대기 장터거리라는 생활상을 잘 보여주는 곳이다.
2019년 11월 4일 대한민국의 국가등록문화재 제762호로 지정되었다.

## 지정 내역
| 번호     | 사진                                      | 명칭                                        | 명칭                                        | 건립년도          | 수량·규모                                                                    | 소재지                                                                           | 소유자            | 지정일자    | 비고 |
| -------- | ----------------------------------------- | ------------------------------------------- | ------------------------------------------- | ----------------- | ---------------------------------------------------------------------------- | -------------------------------------------------------------------------------- | ----------------- | ----------- | ---- |
| 762-1호  |                                           | 영덕 구 영해금융조합                        | 영덕 구 영해금융조합                        | 1935년            | 1동/지상1층 건축면적132.3㎡ 연면적132.3㎡                                    | 경상북도 영덕군 영해면 예주2길 10                                                | 영해농협 협동조합 | 2019. 11.04 |      |
| 762-2호  |                                           | 영덕 영해 양조장 및 사택                    | (양조장1)                                   | 1910년 (최초건립) | 1동/지상1층 건축면적95.9㎡ 연면적95.9㎡                                      | 경상북도 영덕군 영해면 예주길 40-1, 경상북도 영덕군 영해면 성내리 675-15, 675-16 | 박OO 외 1인       | 2019. 11.04 |      |
| 762-2호  |                                           | 영덕 영해 양조장 및 사택                    | (양조장2)                                   | 1910년 (최초건립) | 1동/지상1층 건축면적 52.9㎡ 연면적 52.9㎡                                    | 경상북도 영덕군 영해면 예주길 40-1, 경상북도 영덕군 영해면 성내리 675-15, 675-16 | 박OO 외 1인       | 2019. 11.04 |      |
| 762-2호  |                                           | 영덕 영해 양조장 및 사택                    | (사택)                                      | 1966년            | 1동/지상2층 건축면적 114㎡ 연면적 126㎡                                      | 경상북도 영덕군 영해면 예주길 40-1, 경상북도 영덕군 영해면 성내리 675-15, 675-16 | 박OO 외 1인       | 2019. 11.04 |      |
| 762-2호  |                                           | 영덕 영해 양조장 및 사택                    | (도정간)                                    | 1966년            | 1동/지상1층 건축면적 71.82㎡ 연면적 71.82㎡                                  | 경상북도 영덕군 영해면 예주2길 7-9                                               | 박OO 외 1인       | 2019. 11.04 |      |
| 762-3호  |                                           | 영덕 구 영해의용소방대                      | 영덕 구 영해의용소방대                      | 일제 강점기       | 1동/지상1층 건축면적72.6㎡ 연면적72.6㎡                                      | 경상북도 영덕군 영해면 예주2길 11-8                                              | 영해군            | 2019. 11.04 |      |
| 762-4호  |                                           | 영덕 영덕장터거리 근대상가주택 1            | 영덕 영덕장터거리 근대상가주택 1            | 1939년            | 1동/지상1층 건축면적66.1㎡ 연면적66.1㎡                                      | 경상북도 영덕군 영해면 예주2길 19                                                | 김ㅇㅇ            | 2019. 11.04 |      |
| 762-4호  | 1동/지상1층 건축면적39.66㎡ 연면적39.66㎡ | 영덕 영덕장터거리 근대상가주택 1            | 영덕 영덕장터거리 근대상가주택 1            | 1939년            | 경상북도 영덕군 영해면 예주2길 17-2                                          |                                                                                  | 김ㅇㅇ            | 2019. 11.04 |      |
| 762-5호  |                                           | 영덕 영해장터거리 근대상가주택 2            | 영덕 영해장터거리 근대상가주택 2            | 1951년            | 1동/지상1층 건축면적 89.6 연면적 89.6㎡                                      | 경상북도 영덕군 영해면 예주2길 22-1                                              | 김ㅇㅇ            | 2019. 11.04 |      |
| 762-6호  |                                           | 영덕 영해장터거리 근대상가주택 3            | 영덕 영해장터거리 근대상가주택 3            | 1948년            | 1동/지상1층 건축면적 71.84㎡ 연면적 71.84㎡                                  | 경상북도 영덕군 영해면 예주2길 25                                                | 김ㅇㅇ            | 2019. 11.04 |      |
| 762-7호  |                                           | 영덕 구 영해언론인협회 및 대구매일신문 지국 | 영덕 구 영해언론인협회 및 대구매일신문 지국 | 일제 강점기       | 2동/지상1층 점포 건축면적 49.6㎡ 연면적 49.6㎡ 건축면적 36.4㎡ 연면적 36.4㎡ | 경상북도 영덕군 영해면 예주2길 10                                                | 영해농협 협동조합 | 2019. 11.04 |      |
| 762-8호  |                                           | 영덕 구 영해공소                            | 영덕 구 영해공소                            | 일제 강점기       | 1동/지상1층 건축면적 95.9㎡ 연면적 95.9㎡                                    | 경상북도 영덕군 영해면 예주2길 28                                                | 손ㅇㅇ 외 1인     | 2019. 11.04 |      |
| 762-9호  |                                           | 영덕 영해장터거리 근대상가주택 4            | 영덕 영해장터거리 근대상가주택 4            | 1949년 추정       | 1동/지상1층 건축면적 89.3㎡ 연면적 89.3㎡                                    | 경상북도 영덕군 영해면 예주2길 33-1                                              | 전ㅇㅇ            | 2019. 11.04 |      |
| 762-10호 |                                           | 영덕 영해장터거리 근대상가주택 5            | 영덕 영해장터거리 근대상가주택 5            | 일제 강점기       | 2동/지상1층 건축면적 66.1㎡ 연면적 66.1㎡                                    | 경상북도 영덕군 영해면 예주2길 76                                                | 박ㅇㅇ            | 2019. 11.04 |      |
| 762-11호 |                                           | 영덕 구 영해버스터미널                      | 영덕 구 영해버스터미널                      | 일제 강점기       | 1동/지상1층 건축면적 219.56㎡ 연면적 219.56㎡                                | 경상북도 영덕군 영해면 예주길 42                                                 | ㅇㅇㅇ (개인)     | 2019. 12.30 |      |

## 등록 사유
｢영덕 영해장터거리 근대역사문화공간｣은 조선시대 읍성의 흔적이 남아있고, 또한 근대기 장터거리라는 생활상을 잘 보여준다는 측면에서 근대역사문화공간으로 조성하여 체계적으로 보존․관리할 필요성이 높은 곳으로 평가된다. 또한 1919년 3월 18일 3,000여 명이 만세운동에 참여하여 민족의 독립과 자유주의 사상을 고취하였던 곳이라는 점에서 더욱 의미가 있다.

### (762-1) 영덕 구 영해금융조합
1935년에 건립된 영해지역 금융조합 건물로, 당시 농업을 비롯한 이 지역의 산업과 경제 분야 전반에 관련된 근대사의 중심에 있었으며, 당시 유행하였던 모더니즘 양식으로 건립되어 오늘날까지 원형을 비교적 잘 유지하고 있다. 또한, 얼마 전까지 농협은행의 지점 영업장으로 활용되는 등 지역사적인 측면에서도 의미를 부여할 수 있다.

### (762-2) 영덕 영해양조장 및 사택
막걸리 생산시설과, 이를 위한 준비공정(도정장 등) 및 관리시설, 관리자의 거주 영역(검토 필요) 등이 유기적으로 구성되어 있으며, 생산에서 판매에 이르기까지 일련의 과정과 이 지역 양조시설의 특성을 살펴볼 수 있다는 점에서 가치가 크다. 또한, 한옥과 근대기 조적조 건물이 혼합되어 있는 등 당시의 시대상과 함께 변화상을 볼 수 있다는 측면에서도 의미가 있다.

### (762-3) 영덕 구 영해의용소방대
과거 영해의용소방대로 사용하였던 건물로 시대의 변화에 따라 다양한 용도로 사용되어왔고, 또한 당시의 모습이 비교적 잘 남아있는 등 지역의 역사적 흔적을 증명하는 소중한 문화유산으로서 문화재적 가치가 있는 것으로 평가되었다.

### (762-4) 영덕 영해장터거리 근대상가주택 1
과거 영해장터거리에서 푸줏간(정육점)이 있었던 곳이며, 장터 식당으로도 운영하는 등 근대기 상업시설의 한 유형을 보여주는 유구로서 가치가 있다. 또한, 주거 공간 일부를 이용하여 상점으로도 활용한 것이 근대기 상가주택에서 볼 수 있는 중요한 건축적 특징이라 할 수 있다.

### (762-5) 영덕 영해장터거리 근대상가주택 2
1951년에 건립된 한옥 상가주택으로 앞쪽은 상가, 뒤쪽은 방을 배치하였으며, 최초에는 '신흥상회'라는 상점으로 사용하였다. 한국전쟁 중에 건립된 점을 고려하면 영해 지역 부호의 경제적 상황을 엿볼 수 있게 하며, 근대기 한옥상가의 구조 및 공간구성 방식 등을 알 수 있다는 측면에서 가치가 있다.

### (762-6) 영덕 영해장터거리 근대상가주택 3
고무신 가게로 사용되었던 한옥상가로 정면 4칸, 측면 2칸으로 구성한 내부공간과 양측면에 드러나는 측면 목구조의 모습에서 전통적 기법을 잘 보여주고 있다.

### (762-7) 영덕 구 영해언론인협회 및 구 대구매일신문 지국
1940년대부터 1990년대 초까지 50여 년간 '대구매일신문지국'과 함께 '영해언론인협회 사무실'로 사용된 건물로 2동의 한옥으로 구성되어 있으며, 각각 쌀가게, '영해언론인협회' 및 '대구매일신문 지국'으로 사용되었다. 오늘날에 이르기까지 크고 작은 변형과 증축은 있지만 전체적인 건물의 구조체나 공간구성은 원형의 모습을 잘 유지하고 있다. 특히 '영해언론인협회' 및 '대구매일신문지국'은 지역 언론의 역사와 밀접한 관계가 있어 귀중한 가치를 지니고 있다.

### (762-8) 영덕 구 영해공소
상가주택을 천주교 공소로 사용한 것으로, 1950년대부터 천주교 영해공소로 사용하여, 천주교가 영해 지역에 전파되고 성장해오는 과정이 담겨있는 중요한 장소이다.

### (762-9) 영덕 영해장터거리 근대상가주택 4
과거 신발 가게로 사용되었던 한옥상가주택으로, 한국전쟁 중에는 인민군 본부로 사용되었던 것으로 전해지고 있다. 도로에 면한 공간을 상가로 활용하기 위해 증․개축하는 등, 영해지역의 공간구조와 장터거리의 변화를 확인할 수 있는 중요한 건물이다.

### (762-10) 영덕 영해장터거리 근대상가주택 5
과거 소금상점으로 사용했던 건물로, 교차로에 위치하고 있어 부정형(不定形)의 대지모양을 따라 평면을 구성하고 있는 등 근대기 상가주택의 형성과 변화과정을 확인할 수 있다는 측면에서 중요한 가치가 있다.

### (762-11) 영덕 구 영해버스터미널
근대기 영해의 여객 운송을 담당했던 시설로, 영해 지역의 버스 운송업 형태와 규모 등을 확인할 수 있다. 현존하는 근대건축문화유산 중 목조로 지어진 버스터미널 건물이라는 점에서 희소성을 가질 뿐 아니라, 용도에 적합한 구조방식과 공간을 구획하였다는 측면에서도 건축적인 가치가 있다고 할 수 있다.

## 참고 자료
- 영덕 영해장터거리 근대역사문화공간 - 국가유산청 국가유산포털